# 杀狗
《杀狗》，又称《曹庄杀狗》、《曹庄杀妻》、《杀狗惊妻》、《杀狗劝妻》，是戏剧传统剧目，原为《忠孝图》的片段，后因原剧失传只留此剧。

## 剧情
春秋战国时期楚国大夫曹庄娶妻焦氏，性格刁蛮泼辣，不满婆母让曹庄弃官回家，经常婆媳有矛盾。因曹庄强忍相劝，导致焦氏更加无理取闹。有一日曹庄实在忍无可忍，举刀杀焦氏，因曹母阻挡，误杀家犬。自此焦氏为婆母相救所感，悔悟从此一家和睦相处。

## 表演
- 蒲州梆子曾有《杀狗》，代表人物有王存才[2]。当地人有称“误了吃肉喝酒，不要误了存才的《杀狗》”[3][4]。
- 山东八角鼓传统短篇曲目《杀狗劝妻》[5]。
- 川剧《杀狗惊妻》，为弹戏传统折戏，主要演员有杨云凤、杨肇安、戴华春[6]。
- 楚剧中有《杀狗惊妻》。为抗日战争时期戴琢章、沈云陔根据川剧本移植[7]。